# Чан Ань Хунг
Чан Ань Хунг (в'єт. Trần Anh Hùng; нар. 23 грудня 1962) — французький режисер та сценарист в'єтнамського походження.

## Біографія
Чан Ань Хунг народився 23 грудня 1962 у Південному В'єтнамі в місті Дананг чи Мітхо.
1975 року, після «падіння Сайгона», емігрував разом із батьками до Франції. Там у 1987 році закінчив операторське відділення Національної вищої школи Луї Люм'єра. Його дипломна робота — короткометражний фільм «Заміжня жінка із повіту Намсионг» (1987) — увійшла до конкурсної програми Каннського кінофестивалю 1989 року і була номінована на «Золоту пальмову гілку».
Він також був режисером короткометражного фільму «Камінь очікувань» (1991).
Його дебютний повнометражний фільм «Аромат зеленої папаї» вийшов 1993 року й отримав декілька премій. Це була перша частина в'єтнамської кінотрилогії, туди ж ввійшли «Велорикша» (1995) та «Вертикальний промінь сонця» (2000).
Наступні фільми (зокрема, «Я приходжу з дощем») зовсім відмінні за стилем. У 2008 році Харукі Муракамі погодився, щоб Чан Ань Хунг екранізував його роман «Норвезький ліс».
Фільм «Норвезький ліс» вийшов 2010 року.
Його дружина, Чан Ни Йен Кхе (в'єт. Trần Nữ Yên Khê) зіграла у всіх його фільмах, окрім «Норвезький ліс», де вона була художником-постановником, художником по костюмах.

## Фільмографія
| Рік  | Назва українською                  | Назва в оригіналі                                                  | Роль               |
| ---- | ---------------------------------- | ------------------------------------------------------------------ | ------------------ |
| 1987 | «Заміжня жінка із повіту Намсионг» | фр. La Femme Mariée de Nam Xuong / в'єт. Người thiếu phụ Nam Xương | режисер            |
| 1991 | «Камінь очікувань»                 | фр. La Pierre de l'Attente / в'єт. Hòn vọng phu                    | режисер            |
| 1993 | «Аромат зеленої папаї»             | фр. L'Odeur de la papaye verte / в'єт. Mùi đu đủ xanh              | режисер, сценарист |
| 1995 | «Велорикша»                        | фр. Cyclo / в'єт. Xích lô                                          | режисер, сценарист |
| 2000 | «Вертикальний промінь сонця»       | фр. À la verticale de l'été / в'єт. Mùa hè chiều thẳng đứng        | режисер, сценарист |
| 2009 | «Я приходжу з дощем»               | фр. Je viens avec la pluie / англ. I come with the rain            | режисер, сценарист |
| 2010 | «Норвезький ліс»                   | яп. ノルウェイの森 (Noruwei no mori)                               | режисер, сценарист |
| 2016 | «Вічність»                         | Éternité                                                           | режисер, сценарист |